# カケガワフキバッタ
カケガワフキバッタ (Parapodisma awagatakensis) は、バッタ目バッタ科に分類されるバッタの一種。静岡県では準絶滅危惧種に指定されている。

## 特徴
体長はオスは19.9mm～23.3mm、メスは22.2～31.5mmとメスの方がやや大きい。短い後ろ脚をもつ。
多くのフキバッタ亜科と同じく翅が退化しており、飛翔能力を持たない。見た目はヒメフキバッタに似るが、メスに婚姻色が見られないことや生殖器の形などが異なっている。
学名の由来は発見地である粟ヶ岳から。和名はフキの上で見かけられることや発見地粟ヶ岳のある静岡県掛川市から。
粟ヶ岳で行われる茶草場農法により保たれている草原がカケガワフキバッタに適していることから主に粟ヶ岳中腹に生息している。しかし、年々その生息地は減少しており、2009年にカケガワフキバッタを保護すべく掛川市長、粟ヶ岳のある東山地区の自治区代表者、地権者の代表者の三名によって指定希少野生動植物種東山保護地区協定が締結された。